# MyWay Airlines
MyWay Airlines (in georgiano: მაივეი ეარლაინს) è una compagnia aerea georgiana con sede all'aeroporto di Tbilisi, in Georgia.

## Storia
Nel maggio 2016, il gruppo cinese Hualing ha annunciato l'intenzione di creare una compagnia aerea internazionale con sede in Georgia. Durante un incontro con il primo ministro georgiano, Giorgi Kvirikashvili, il presidente dell'azienda cinese, Mi Hua, ha dichiarato che il gruppo stava progettando di aprire voli per l'Europa e l'Asia dalla sua base di Tbilisi.
Il 26 febbraio 2018 la compagnia aerea ha ricevuto il certificato di operatore aereo (AOC) con l'intenzione di iniziare le operazioni a maggio dello stesso anno.
Il 3 aprile 2018 la compagnia ha effettuato il suo primo volo da Tbilisi a Teheran ospitando rappresentanti dei media, tour operator operanti nel mercato georgiano e rappresentanti di enti pubblici. I voli tra Tbilisi e Tel Aviv sono iniziati il 28 giugno 2018.
Al 2022, la compagnia aerea opera regolari servizi di linea tra Tbilisi e Tel Aviv e voli charter verso varie destinazioni.

## Flotta

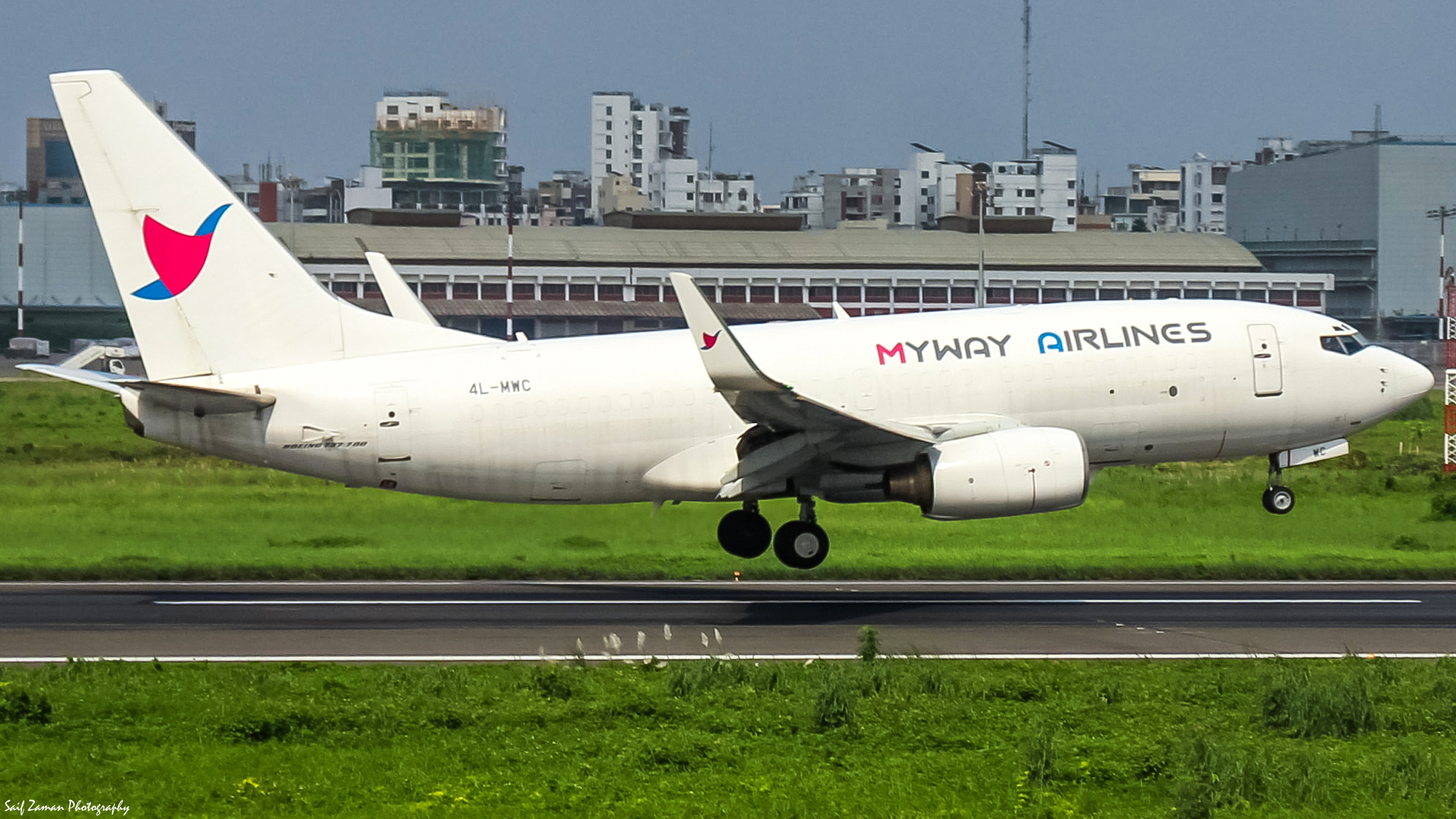
Il Boeing 737-700F.

Ad agosto 2024 la flotta di MyWay Airlines è così composta: